# UTC+08:30
UTC+08:30是比協調世界時快8小時30分鐘的時區，理論上以東經127°30'為基礎。目前並無國家或地區採用。

## 歷史上曾是UTC+08:30的國家及地區
- 中國：於1912年至1949年之間將中國劃分成五個時區，UTC+08:30採用作其中的長白時區，應用於中國東北地方，1947年4月1日，东北政联行政委员会决定自是日起，东北解放区统一实行东经120度上海时间。因此未待中華人民共和國成立，中共就已经取消了長白時區。
- 大韓帝國於1908年4月1日採用UTC+08:30，被日本吞併後繼續使用至1911年12月31日。
- 朝鮮民主主義人民共和國：2015年8月15日至2018年5月4日间棄用UTC+9，「恢復」大韓帝國時代的UTC+8:30朝鮮標準時（平壤時間）[1]。
- ：於1954年3月21日至1961年8月9日之間採用UTC+08:30。